# Attalina
Attalina es una tribu de coleópteros polífagos perteneciente a la familia Melyridae.

## Géneros
- Attalus Erichson, 1840
- Endeodes LeConte, 1859
- Fortunatius Evers, 1971
- Ifnidius Escalera, 1940
- Macrotrichopherus Evers, 1962
- Sphinginus Mulsant & Rey, 1867
- Sternodeattalus Wittmer, 1970
- Tanaops LeConte, 1859
- Trophimus Horn, 1870